# Lake of Tears
Lake of Tears es una banda sueca de metal. Aunque es difícil incluirla en un género determinado ya que a través de los años ha evolucionado, incursionando en diversos estilos y sonidos.
La banda se separó en el 2000 por diferencias creativas con la disquera, pero se reunieron nuevamente en el 2003 para realizar Black Brick Road. Realizaron su séptimo álbum en estudio Moons and Mushrooms, en abril de 2007.

## Historia

### Primeros años
Lake of Tears fue fundado en 1990 por Daniel Brennare, Jonas Eriksson, Mikael Larsson y Johan Oudhuis. Su primer álbum, titulado Greater Art, fue publicado a través del sello discográfico Black Mark en 1994 y se presentaba como un tributo al doom metal.
Pero Lake of Tears comenzó a lograr fanes y críticas positivas con su segunda grabación Headstones realizado en 1995. Su música sufriría algunos cambios, que le permitiría lograr un sonido más melódico y melancólico. En las letras Daniel Brennare pondría mayor énfasis en las ideas sobre mundos de magia y fantasía,que ya aparecían en su anterior trabajo. Entre ellas referencia a las historias del Dragonlance o a los escritos de Tolkien que ya se ha convertido en una de las características de sus letras.
En 1997 salió a la venta A Crimson Cosmos. Si Headstones había sido una revisión de su primer sonido, A Crimson Cosmos fue una especie de renacimiento.
El tema que da nombre al álbum, "A Crimson Cosmos",tiene un sonido estilo rock progresivo/psicodélico y aparece con una clara influencia de Pink Floyd. Otros tracks, como Lady Rosenred y Raistlin and the Rose reflejan temas de fantasía. El guitarrista Jonas Eriksson había dejado la banda antes del lanzamiento de este álbum y había sido reemplazado por Ulrik Lindblom. Después de la grabación de A Crimson Cosmos y de una gira con Lake of Tears en 1999, él también dejó la banda y debió ser sustituido por Magnus Sahlgren, quien ya había tocado con la banda, pero solo como artista invitado. Magnus participó en Forever Autumn y se encarga de componer la mayoría de los riffs de guitarra, aunque recién fue aceptado oficialmente como miembro del grupo en el 2004 tras la grabación de Black Brick Road.
Forever Autumn de 1999 no siguió la tendencia de sus anteriores trabajos, resultando un intenso e introspectivo álbum. En ese momento la melodía había eclipsado ya toda su herencia doom metal, también debido a la inclusión, por un breve tiempo, del teclista Christian Saarinen como miembro del grupo. Fantasía e imágenes abundan y el álbum logra un efecto global,sedante y doloroso. Con un sonido más atmosférico, el álbum parece cerrarse sobre sí mismo, convirtiéndose en un poema de sonidos.

### La ruptura
Por cuestiones personales y diferencias creativas, pero sobre todo debido a la falta de atención por parte de la discográfica, tomaron caminos separados poco después de este último álbum, aunque todavía contractualmente obligados a entregar un álbum más para Black Mark. Así Brennare y Sahlgren se reunieron para grabar The Neonai, un álbum electrónico vagamente con una caja de ritmos y un sonido con un enfoque orientado hacia el rock. El álbum resultante fue publicado en 2002, e irónicamente en ese trabajo que debía ser el encargado de mostrar que la banda estaba agotada se presenta con un sonido fresco,inspirado, con melodías memorables, a pesar de que fue realizado apresuradamente y Brennare se centró sólo en las canciones que podrían ser fácilmente registradas, sin mucho esfuerzo.
Este trabajo se cierra con una especie de collage formado por retazos de sus canciones más conocidas,una especie de repaso de una bella carrera que parecía llegar a su fin.

### La reunión y la actividad reciente
En 2003 la banda decidió reunirse solo por aburrimiento. Simplemente como un grupo de amigos que pasan un rato juntos, poco a poco se dieron cuenta de que el paréntesis había fortalecido sus espíritus y se decidieron a trabajar en un nuevo material que fue editado en el 2004, Black Brick Road ahora bajo un nuevo sello Noise Records. En Black Brick Road la banda explora nuevos conceptos, la mayoría de las canciones son muy abstractas,hablan de la naturaleza, centrándose en los estados emocionales y los sueños.
Lake of Tears lanzó su último álbum en estudio, Moons and Mushrooms el 26 de abril de 2007. El álbum cuenta con un enfoque más heavy con un mayor uso de guitarras, a diferencia de Black Brick Road cuyas melodías fueron creadas experimentando con el teclado. El sentimiento más agresivo del álbum es causado principalmente por haber sido creado directamente en la sala de ensayos, a diferencia de las versiones anteriores que fueron en primer lugar escritas en el ordenador. Hoy el sonido de LOT es más pesado, más oscuro, mientras que las letras de Brennare siguen siendo vagamente melancólicas y conceptuales.
Dos pistas de este último álbum están disponibles para escuchar en su página de MySpace, mientras que la mayoría de sus versiones anteriores se pueden descargar directamente desde su sitio oficial.

## Formación actual
- Daniel Brennare - Vocalista/Guitarras (1994-presente)
- Mikael Larsson - Bajo (1994-presente)
- Johan Oudhuis - Batería (1994-presente)
- Magnus Sahlgren - Guitarra líder (como artista invitado: 1999 / oficial: 2004-presente)

### Antiguos miembros
- Jonas Eriksson - guitarra (1994-1997)
- Christian Saarinen - teclados(1999-2000)
- Ulrik Lindblom - Guitarra (1997-1999)

## Discografía

### Discos de estudio
- Greater art (1994)
- Headstones (1995)
- A Crimson cosmos (1997)
- Forever Autumn (1999)
- The Neonai (2002)
- Black Brick Road (2004)
- Moons and Mushrooms (2007)
- Illwill (2011)

### Compilaciones y sencillos
- Lady Rosenred (1997)
- Sorcerers (2002)
- Greatest Tears vol. I (2004)
- Greatest Tears vol. II (2004)